# Nena Cardenas
Nena Cardenas, eigentlich Remy Cardenas (geboren 15. September 1932; gestorben 11. Juni 2020 in Caloocan auf den Philippinen) war eine philippinische Schauspielerin.
Cardenas gab ihr Leinwanddebüt 1948 im Drama „Kidlat sa Silangan“ (Wetterleuchten im Osten) für Premiere Production. Für dieses Studio spielte sie in rund einem Dutzend Filmen, darunter in „48 Oras“ (48 Stunden) mit Rogelio de la Rosa.
1952 drehte sie das musikalische Drama „Bulaklak ng Nayon“ (Die Feldblume) und „Bakas ng Kahapon“ (Spuren der Vergangenheit).
Ihre größten Erfolge mit Sampaguita Pictures waren „El Indio“ (Der Indio) und „Tres Ojos“ (Drei Augen), beide als Partnerin von César Ramírez.
„Tomboy“ war 1955 der letzte Film ihrer kurzen Karriere, in der sie 1951 mit dem erstmals vergebenen philippinischen Filmpreis, der damals noch „Maria Clara Awards“ genannt wurde, als beste Schauspielerin ausgezeichnet wurde.
Cardenas war mit ihrem Kollegen Arturo Lerma verheiratet.